# Onomastus
Onomastus is een geslacht van spinnen uit de familie springspinnen (Salticidae).

## Soorten
De volgende soorten zijn bij het geslacht ingedeeld:
- Onomastus complexipalpis Wanless, 1980
- Onomastus indra Benjamin, 2010
- Onomastus kaharian Benjamin, 2010
- Onomastus kanoi Ono, 1995
- Onomastus nigricaudus Simon, 1900
- Onomastus nigrimaculatus Zhang & Li, 2005
- Onomastus patellaris Simon, 1900
- Onomastus pethiyagodai Benjamin, 2010
- Onomastus quinquenotatus Simon, 1900
- Onomastus rattotensis Benjamin, 2010
- Onomastus simoni Żabka, 1985